# Suiren
Suiren (chiń. 燧人; pinyin Suìrén) – według części archaicznych mitów chińskich jeden z Trzech Czcigodnych, który nauczył ludzi sztuki krzesania ognia i wykorzystywania go do gotowania.
Według legend Suiren przybył do Chin z leżącej gdzieś na końcu świata szczęśliwej krainy i nauczył mieszkańców Państwa Środka rozpalać ogień poprzez pocieranie drewienek. Inne opowieści jako dawcę ognia przedstawiały Fuxi lub Żółtego Cesarza.